# Город Выкса
Город Выкса — административно-территориальная единица в составе городского округа город Выкса Нижегородской области России. До 2011 года составлял городское поселение в рамках Выксунского района.
Административный центр — город Выкса.

## Населенные пункты
Состоит из 3 населенных пунктов.
| № | Населённый пункт | Тип населённого пункта        | Население |
| - | ---------------- | ----------------------------- | --------- |
| 1 | Выкса            | город, административный центр | ↘45 240   |
| 2 | Мотмос           | село                          | ↗1858     |
| 3 | Ризадеевский     | посёлок                       | ↘151      |